# Anonymi Barensis Chronicon

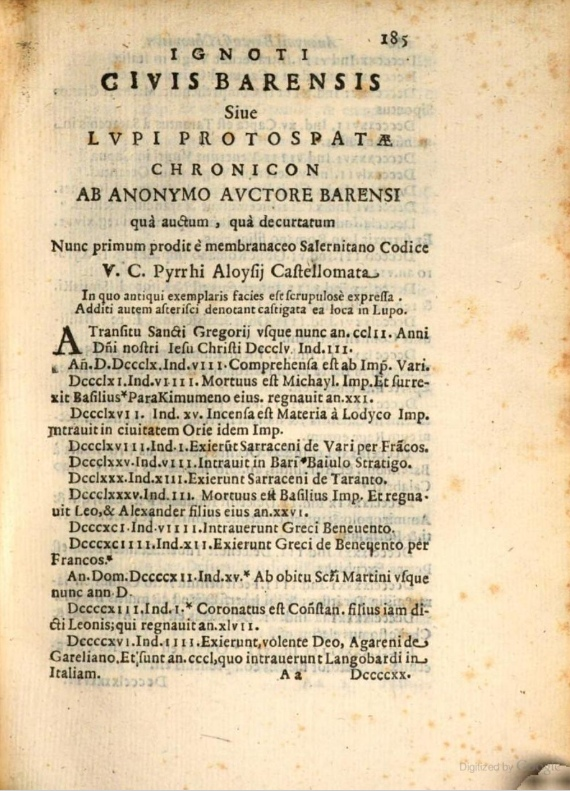
Editio princeps del 1643 del Chronicon

L'Anonymi Barensis Chronicon è una cronaca medievale italiana.
Composto in latino da un anonimo autore barese (Anonimo Barese) nel primo quarto del XII secolo, copre gli anni 855-1118, concentrandosi innanzitutto sugli eventi di Bari e della Puglia. La prima crociata è comunque seguita con un certo dettaglio, così come le vicende bizantine.
L'Anonymi Barensis Chronicon ha molti contenuti in comune con altre due cronache baresi, gli Annales Barenses e, soprattutto, le Chronicon rerum in regno Neapolitano gestarum di Lupo Protospata (con cui condivide anche l'inizio). Pertanto, si presume che tutte e tre siano basate su qualche cronaca più antica che non è più sopravvissuta. Il Chronicon si fa più dettagliato a partire dagli anni '40 del Novecento, e si discosta anche in termini di copertura dalle altre cronache.
Non si conosce alcuna copia medievale dell'Anonymi Barensis Chronicon. La sopravvivenza della cronaca si deve allo storico italiano del XVII secolo Camillo Pellegrino, che ne trascrisse il testo da un manoscritto di Salerno e lo pubblicò a Napoli nel 1643. Nel 1724 fu ristampata nel volume V dei Rerum Italicarum scriptores, influente corpus di fonti storiche compilato per la prima volta dallo storico italiano Ludovico Antonio Muratori. Nel 1753, Francesco Maria Pratilli pubblicò una serie di false cronache, tra cui un falso basato sul Chronicon.